# Jörg Woithe
Jörg Woithe (Oost-Berlijn, 11 april 1963) is een voormalig topzwemmer uit Duitsland, die namens de toenmalige DDR de gouden medaille won op de 100 meter vrije slag bij de Olympische Spelen van Moskou (1980). 
Woithe was lid van SC Dynamo Berlin en behaalde bij voornoemde Spelen met de estafetteploeg eveneens de zilveren medaille op de 4x200 meter vrije slag. Twee jaar later, bij de wereldkampioenschappen langebaan (50 meter) in Guayaquil (Ecuador), behaalde hij de wereldtitel op het koningsnummer, de 100 vrij. Woithe zette tijdens zijn topsportcarrière meerdere records neer. Zo verbeterde hij in totaal vijf keer de mondiale toptijd op het koningsnummer van de zwemsport, de 100 meter vrije slag.
1896: Alfréd Hajós ·
1908: Charles Daniels ·
1912: Duke Kahanamoku ·
1920: Duke Kahanamoku ·
1924: Johnny Weissmuller ·
1928: Johnny Weissmuller ·
1932: Yasuji Miyazaki ·
1936: Ferenc Csik ·
1948: Walter Ris ·
1952: Clarke Scholes ·
1956: Jon Henricks ·
1960: John Devitt ·
1964: Don Schollander ·
1968: Mike Wenden ·
1972: Mark Spitz ·
1976: Jim Montgomery ·
1980: Jörg Woithe ·
1984: Rowdy Gaines ·
1988: Matt Biondi ·
1992: Aleksandr Popov ·
1996: Aleksandr Popov ·
2000: Pieter van den Hoogenband ·
2004: Pieter van den Hoogenband ·
2008: Alain Bernard ·
2012: Nathan Adrian ·
2016: Kyle Chalmers ·
2020: Caeleb Dressel ·
2024: Pan Zhanle